# ابودا (بازیکن فوتبال، زاده ۱۹۸۶)
ابودا (انگلیسی: Abuda؛ زادهٔ ۲۸ مارس ۱۹۸۶) بازیکن فوتبال اهل برزیل است.
از باشگاه‌هایی که در آن بازی کرده‌است می‌توان به باشگاه فوتبال کورینتیانس، باشگاه ورزشی واسکو دوگاما، باشگاه فوتبال توکیو وردی، باشگاه فوتبال وولفسبورگ، و باشگاه فوتبال گیفو اشاره کرد.
وی همچنین در تیم ملی فوتبال زیر ۱۷ سال برزیل بازی کرده‌است.